# Чухлэм
Чухлэм (коми Чуклӧм) — село в Сысольском районе Республики Коми. Административный центр сельского поселения Чухлэм.

## География
Село находится на правом берегу реки Малая Визинга, на расстоянии 17 км к северу от села Визинга, административного центра района, и 60 км к юго-западу от города Сыктывкар, столицы республики. Рядом вокруг села находятся деревни Старый Чухлэм, Ягдор, Ключ.

### Часовой пояс
Село Чухлэм, как и вся Республика Коми, находится в часовой зоне МСК (московское время). Смещение применяемого времени относительно UTC составляет +3:00.

## Население
| 2010 | 2013 |
| ---- | ---- |
| 264  | ↘226 |

## Транспорт
Имеется подъездная дорога к селу от автодороги Р-176 «Вятка» (Сыктывкар — Киров), продолжающаяся далее на северо-запад к посёлку Ёльбаза.